# ایستگاه راه‌آهن ابردین
ایستگاه راه‌آهن ابردین (انگلیسی: Aberdeen railway station) یک ایستگاه راه‌آهن در ابردین، اسکاتلند است.
این ایستگاه که در سال ۱۸۶۷ تأسیس شده جزئی از خط اصلی ساحل شرقی است.

## نگارخانه

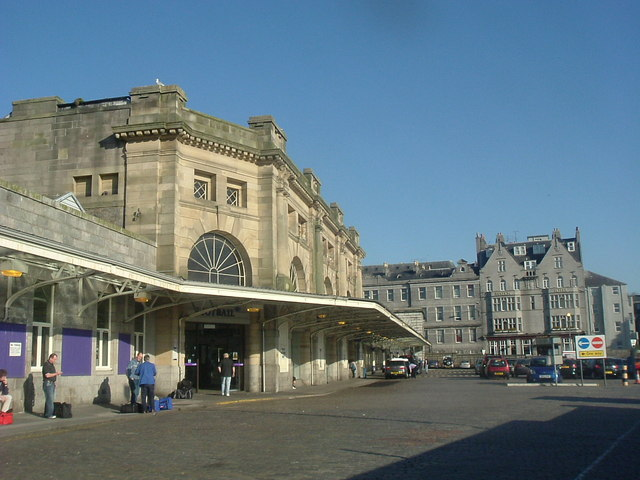
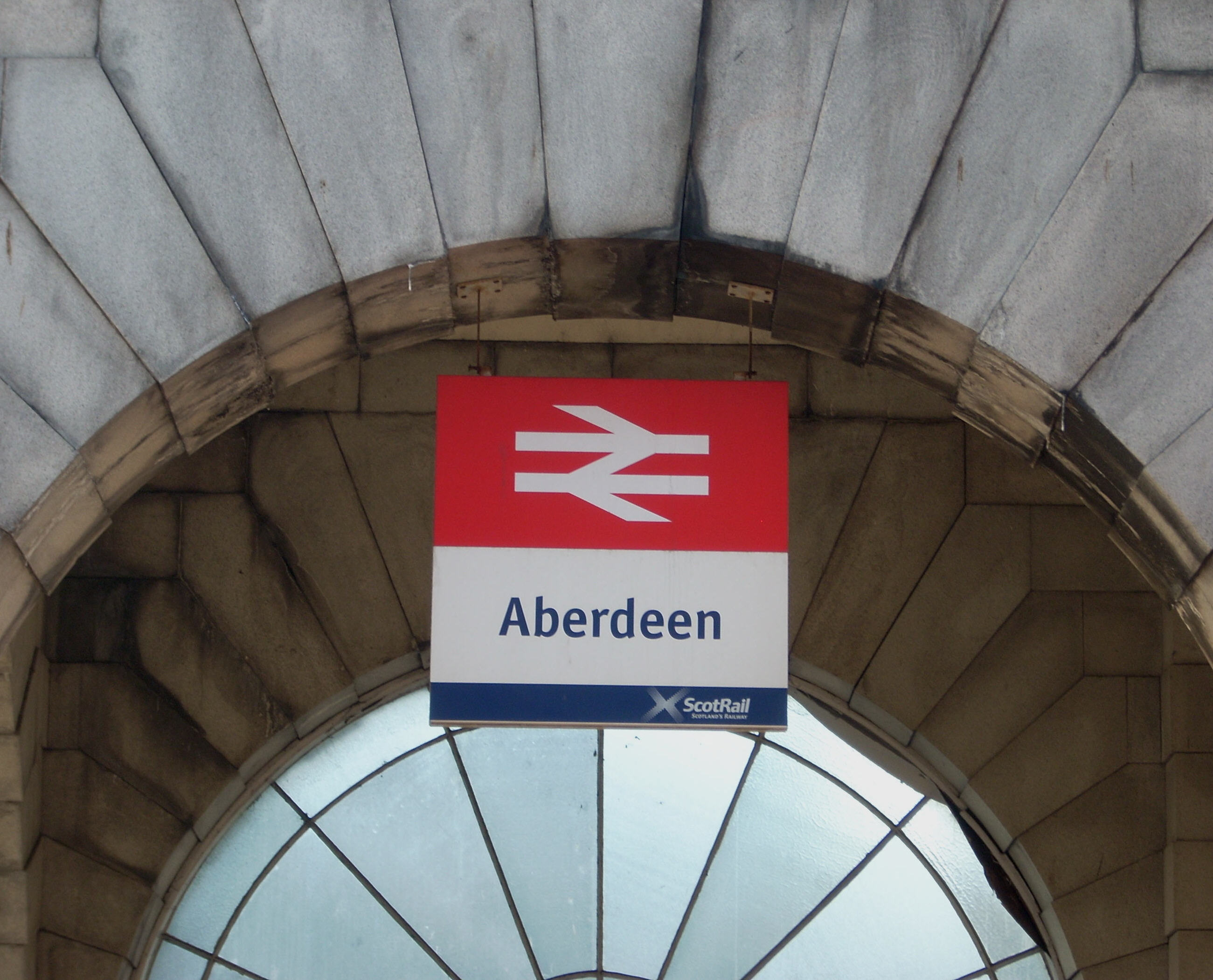
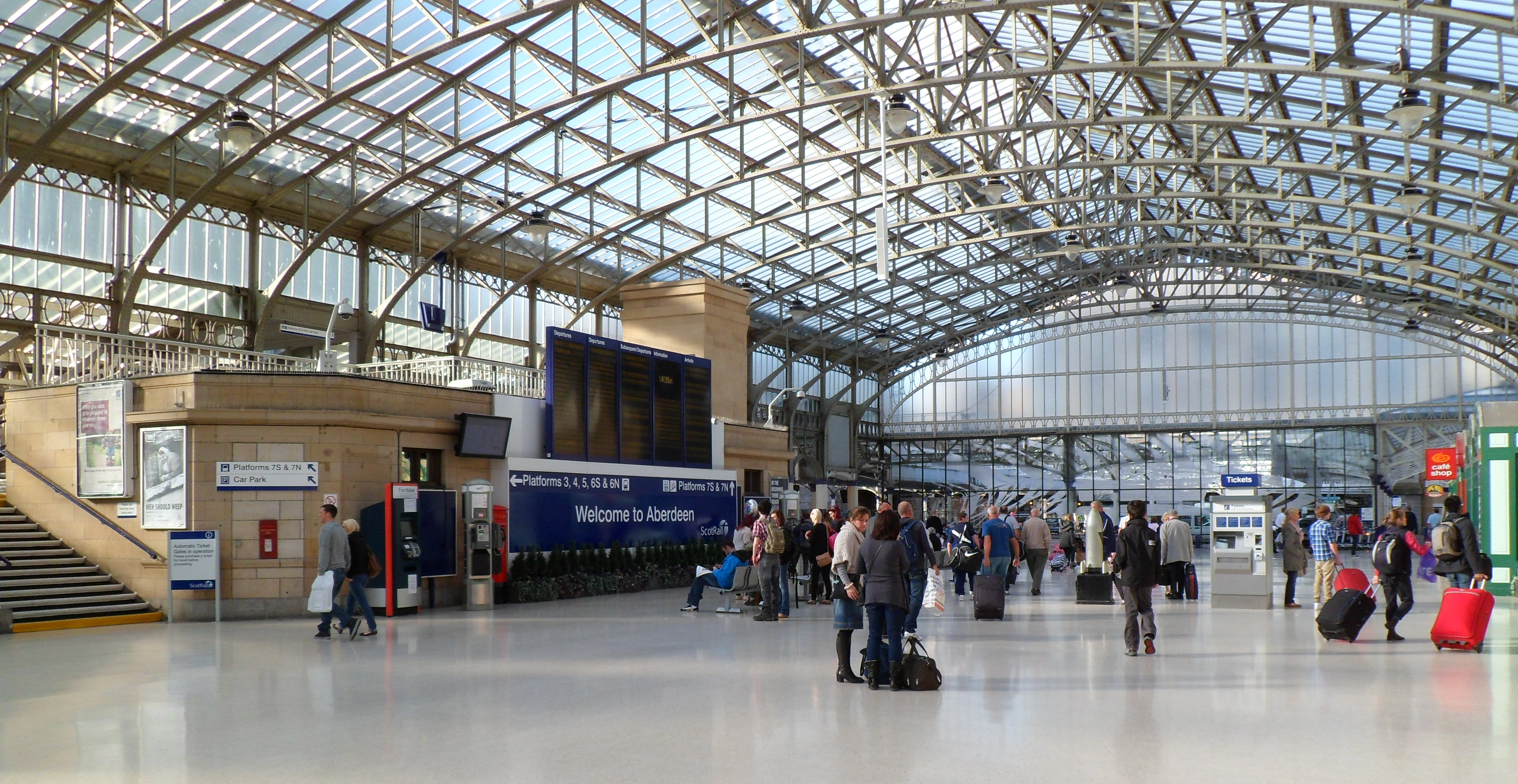
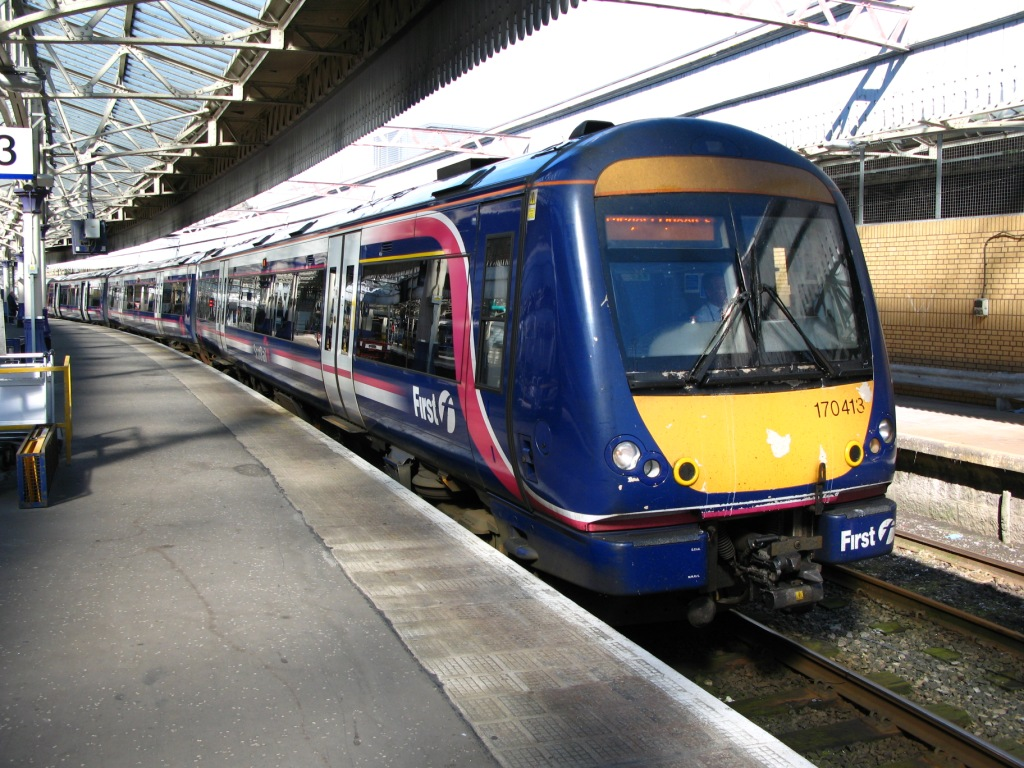